# Archivo de la Casa de Medina Sidonia
El Archivo de la Casa de Medina Sidonia es el archivo histórico formado principalmente por la documentación generada por la Casa de Medina Sidonia y sus casas nobiliarias integradas que incorporaron los suyos —la Casa de Villafranca del Bierzo, la Casa de los Vélez y la Casa de Paternò— que está ubicado en el Palacio de Medina Sidonia, sede de la Fundación Casa Medina Sidonia, en la localidad de Sanlúcar de Barrameda, Cádiz, España. Una pequeña parte del fondo documental se conserva en el Archivo General de Simancas.
Está compuesto por 6.224 legajos y es considerado como uno de los archivos privados más importantes de Europa. Custodia documentos fechados a partir del siglo XIII, aunque conserva un Privilegio rodado de Fernando II de León, de 1128, referente a la concesión del portazgo de Villafranca del Bierzo al Monasterio de Santa María de Carracedo, que es el documento más antiguo.
Desde 2009 está integrado en el Sistema Andaluz de Archivos de la Consejería de Cultura de la Junta de Andalucía es Bien de Interés Cultural y aspira a ser nombrado Bien Patrimonio de la Humanidad.

## Historia reciente
La segunda esposa de Joaquín Álvarez de Toledo y Caro, XX duque de Medina Sidonia, a la muerte de su marido donó un lote de legajos al Archivo General de Simancas, en agradecimiento a lo cual Manuel Fraga le concedió el lazo de dama de la Orden de Isabel la Católica.
En 1962 su heredera, la XXI duquesa de Medina Sidonia, Luisa Isabel Álvarez de Toledo Maura, lo trasladó desde un guardamueble Madrid al Palacio de los duques de Medina Sidonia, en Sanlúcar de Barrameda, antigua capital de los estados de la casa nobiliaria. Tardó 10 años en catalogar su contenido.
En 1972 un estudiante anónimo de Oxford depositó en la embajada española en Londres una carta de Richard Boulind dirigida a la casa H. P. Kraus y Libros Raros, radicada en Liechtenstein y con sucursal en Nueva York. En ella informaba a la casa de la existencia en el mercado de importantes documentos del archivo. La policía estuvo en el palacio de Sanlúcar para comprobar si faltaba algo en el archivo. La XXI duquesa de Medina Sidonia, propietaria por entonces del archivo y que se encontraba exiliada voluntariamente de España, en 1973 denunció en el consulado español de París la sustracción de los documentos y su salida ilegal de España. En la denuncia solicitaba que declararan el Marqués de Lozoya y Rosario González Sabriega, respectivamente introductor y contacto de la casa Kraus en España. La duquesa declaró que no creía que esos documentos hubieran sido vendidos por su padre y pensó que, teniendo en cuenta que la investigadora Pilar Valverde, que había hecho una tesina en el archivo, le aseguraba que en el archivo no faltaba nada, pensó que se trataba de una maniobra para expropiárselo.

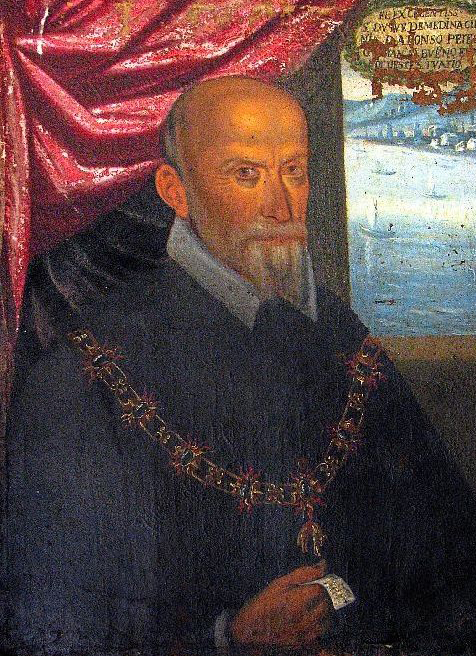
Retrato de Alonso Pérez de Guzmán y Zúñiga, en el Palacio de Medina Sidonia.

En julio de 1980, un periodista estadounidense de la Revista Time, visitó el palacio de Sanlúcar para realizar una fotografía del retrato de Alonso Pérez de Guzmán el Bueno y Zúñiga, VII duque de Medina Sidonia y comandante de la Armada Invencible. La XXI duquesa le ofreció consultar las copias de la correspondencia entre el VII Duque y el rey Felipe II de España, pero él le dijo que ya había estudiado los originales que estaban en Nueva York, aunque no le reveló quién los tenía. 
En 1984, la librería Zeitlin der Brugge Booksellers de Los Ángeles, California, dedicada a libros raros y documentos históricos, sacó a la venta por unos 100 millones de pesetas 20.000 documentos procedentes del Archivo de la Casa de Medina Sidonia. El Ministerio de Cultura de España confirmó que los documentos que salieron a la venta eran los mismos cuya sustracción había sido denunciada. Por lo que informó del caso al fiscal general del Estado y estudió la posibilidad de comprar estos documentos, de gran importancia histórica para España y con especial interés para el Ministerio de Asuntos Exteriores y para la Armada Española.
Desde 2006 se está digitalizando el fondo documental de la Casa de los Vélez, mediante convenio entre la Fundación Casa Medina Sidonia y la Dirección General de Archivos y Bibliotecas de la Consejería de Cultura y Educación de la Región de Murcia, así como de la Diputación Provincial de Almería y de la Delegación de Cultura de dicha provincia.
En 2007 la XXI duquesa anunció un futuro convenio entre la Fundación Casa Medina Sidonia y el Instituto de Estudios Bercianos y Ayuntamiento de Ponferrada, para la digitalización del fondo documental de la Casa de Villafranca del Bierzo. En 2018 se producen avances en este acuerdo.
En 2020 la Junta de Andalucía comienza la digitalización de fondos del Archivo.